# Lache, Bajazzo!
Lache, Bajazzo!  est un film muet allemand réalisé par Richard Oswald sorti en 1915.

## Synopsis
Le musicien Rudolf est un garçon débonnaire, sociable avec de grands yeux d'enfant, avec qui on aime plaisanter. Lorsqu'un de ses amis, l'écrivain Alfred, devient trop méchant avec lui - alors qu'une fille jouait avec lui - il est profondément blessé et se retire temporairement dans la solitude de son existence de célibataire. Un jour, Rudolf rencontre une pauvre vendeuse d'allumettes, dont il a pitié. Rudolf la ramène chez lui et lui donne un toit et de la nourriture. En retour, la jeune fille s'occupe de lui et de sa maison comme femme de ménage. Des sentiments profonds surgissent alors chez Rudolf.
Les choses semblent bien se passer pour Rudolf alors qu'il se réconcilie avec Alfred avec qui il s'était brouillé. Sa propre petite amie, Hanni, lui a été infidèle. Par profonde amitié, Rudolf se solidarise avec Alfred et fait comprendre à Hanni ce qu'il pense de son comportement avec son ami. C'est le moment où son ami n'hésite pas à tromper l'amitié de Rudolf avec son nouvel amour, la fille aux allumettes. Il ne reste à Rudolf qu'à appliquer le dicton de tous les clown : "Ris Bajazzo ! ... même si tu as vraiment envie de pleurer".

## Fiche technique
- Titre original : Lache, Bajazzo!
- Réalisation : Richard Oswald
- Scénario : Richard Oswald
- Directeur de la photographie : Hermann Böttger (de)
- Pays d'origine :  Empire allemand
- Producteur : Paul Davidson (Filmproduzent) (de), Jules Greenbaum
- Société de production : Deutsche Vitascope GmbH
- Société de distribution : PAGU (de)
- Lieu de tournage : Weissensee Studios (en)
- Format : Noir et blanc - Muet
- Genre :
- Durée :
- Dates de sortie :
  -  Empire allemand : 7 janvier 1915

## Distribution
- Rudolph Schildkraut : Rudolf
- Alfred Abel : Alfred
- Ferdinand Bonn
- Hanni Weisse  : Hanni Rober
- Johanna Terwin
- Robert Valberg
- Hanne Brinkmann
- Felix Basch
- Wilhelm Diegelmann
- Hans Wassmann